# Still, Alive... and Well?
Still, Alive... and Well?는 2002년 9월 10일 발매된 메가데스의 컴필레이션 앨범이다. 이 앨범의 제목은 프론트맨인 데이브 머스테인이 인터뷰 도중 종종 등장하던 질문("훗날, 자신의 비석에 뭐라고 적어놓고 싶으세요?")에서 영향을 받았다고 한다. 첫 6곡은 2001년 Web Theatre에서 있었던 공연 실황이며, 그 다음 6곡은 스튜디오 앨범인 The World Needs A Hero의 수록곡이다. 3번부터 6번 트랙까지는 Rude Awakening에서 찾아볼 수 있으나, 첫 두곡은 이 EP에서 최초 공개되었다. 현재 미국반은 절판되었다.

## 트랙
전곡 데이브 머스테인 작사/작곡. 별주 제외.
1. "Time/Use the Man" [Live] (Mustaine, Friedman) – 6:27
2. "The Conjuring" [Live] – 5:26
3. "In My Darkest Hour" [Live] (Mustaine, Ellefson) – 5:29
4. "Sweating Bullets" [Live] – 4:43
5. "Symphony of Destruction" [Live] – 5:24
6. "Holy Wars... The Punishment Due" [Live] – 8:51
7. "Moto Psycho" – 3:05
8. "Dread and the Fugitive Mind" – 4:24
9. "Promises" (Mustaine, Pitrelli) – 4:26
10. "The World Needs a Hero" – 3:52
11. "Burning Bridges" – 5:20
12. "Return to Hangar" – 4:00

## 제작
- Dave Mustaine – 보컬, 기타
- David Ellefson – 베이스 기타
- Al Pitrelli – 기타, 배킹 보컬
- Jimmy DeGrasso – 드럼